# Banamè
Banamè è un arrondissement del Benin situato nella città di Zangnanado (dipartimento di Zou) con 12.766 abitanti (dato 2006).